# Sammy Solis
Samuel Solis (né le 10 août 1988 à Minneapolis, Minnesota, États-Unis) est un lanceur gaucher des Nationals de Washington de la Ligue majeure de baseball.

## Carrière
Sammy Solis est repêché pour la première fois alors qu'il évolue à l'école secondaire Agua Fria d'Avondale, en Arizona. Choisi au 18e tour de sélection par les Diamondbacks de l'Arizona en 2007, il choisit de joindre les Toreros de l'université de San Diego. Il signe son premier contrat professionnel avec les Nationals de Washington, qui le repêchent au second tour en 2010.
En février 2012, son parcours professionnel dans les ligues mineures est interrompu par une opération de type Tommy John visant à réparer un ligament du coude, chirurgie qui le tient à l'écart du jeu jusqu'en mai 2013.
Surtout lanceur partant en ligues mineures, Solis fait ses débuts dans le baseball majeur comme lanceur de relève avec Washington le 30 avril 2015. Dans ce premier match, il lance deux manches pour les Nationals et n'accorde rien, sinon un coup sûr, aux Mets de New York.